# San Dionigi (Mailand)

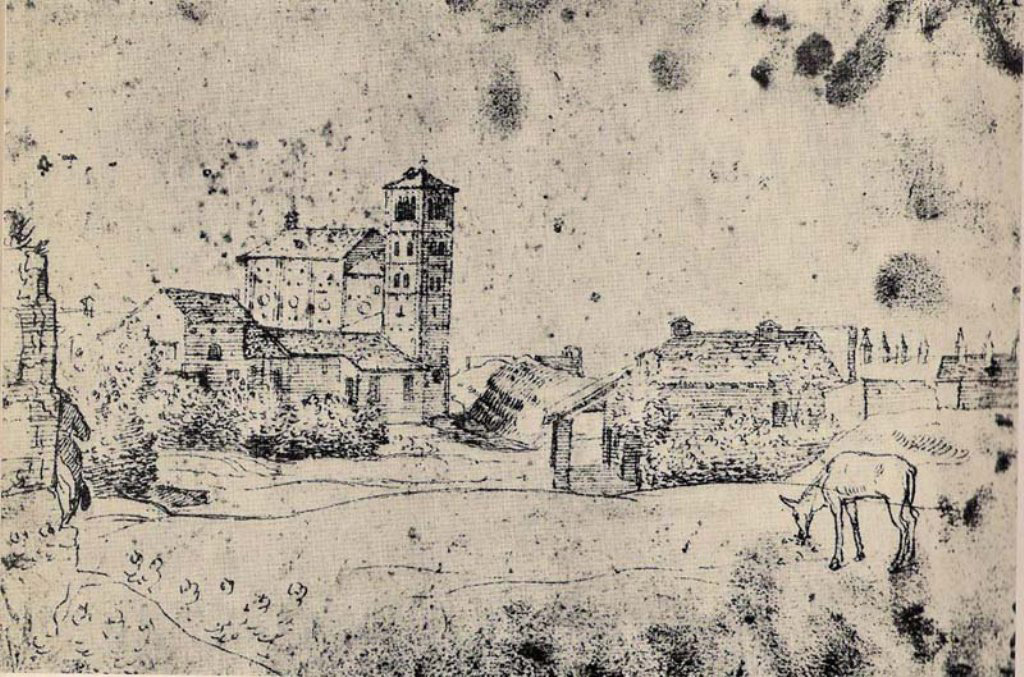
San Dionigi in Mailand, Zeichnung des Anonymus Fabriczy, 1573

Die Kirche San Dionigi (ursprünglicher frühchristlicher Name basilica prophetarum) war eine Kirche in Mailand, die im 18. Jahrhundert zerstört wurde, um Platz für die öffentlichen Gärten an der Porta Venezia und später für das Städtische Museum für Naturgeschichte zu machen. Zusammen mit der basilica martyrum, der basilica apostolorum und der basilica virginum gehört sie zu den vier ambrosianischen Basiliken, deren Errichtung dem Bischof Ambrosius von Mailand zugeschrieben wird. Sie wurde vor dem Jahr 381 errichtet, als Mediolanum Hauptstadt des weströmischen Reiches war.

## Geschichte

### Ursprünge
Mit Bischof Ambrosius begann ein Programm zum Bau von Kirchen, die verschiedenen Kategorien von Heiligen gewidmet waren: eine Prophetenbasilika (basilica prophetarum, später umbenannt in San Dionigi), eine Apostelbasilika (basilica apostolorum, später umbenannt in San Nazaro in Brolo), eine Märtyrerbasilika (basilica martyrum, später umbenannt in Sant’Ambrogio) und eine Jungfrauenbasilika (basilica virginum, später umbenannt in San Simpliciano). Sie waren jeweils einer anderen Gruppe von Heiligen gewidmet, da der Brauch, Kirchen nach einem einzigen Heiligen zu benennen, noch nicht existierte. Diese vier Kirchen bzw. Basiliken sind als ambrosianische Basiliken bekannt.
Die Ursprünge der Kirche San Dionigi, die ursprünglich als Basilika Prophetarum bezeichnet wurde, gehen auf Ambrosius zurück, der als Bischof von Mailand den Auftrag gab, den Leichnam eines seiner Vorgänger, des heiligen Dionysius von Mailand, zu bergen, damit er von den Mailänder Christen besser geehrt werden konnte. Bischof Basilius von Ancyra berichtet über den Vorgang, wonach der Leichnam des heiligen Bischofs nach Mailand kam, um in eine von Ambrosius selbst gewollte Kapelle namens Sanctorum Veteris Testamenti oder Sanctorum Omnium Prophetarum et Confessorum gebracht zu werden, die mindestens aus dem Jahr 381 stammt, dem Jahr, in dem der Leichnam des heiligen Dionysius in die Kapelle gebracht wurde. In derselben Kapelle wurde im Jahr 475 auch der Leichnam des armenischen Bischofs Aurelius aufgebahrt, der auf der Durchreise durch Mailand starb, und von diesem Zeitpunkt an erhielt die kleine Kapelle den Namen der Heiligen Dionysius und Aurelius.
Aus dem Salzburger Itinerar aus dem 7. Jahrhundert wissen wir, dass die Kapelle und die Verehrung der beiden Heiligen so stark verfallen waren, dass der Erzbischof von Mailand 830 Teile des Körpers des Heiligen Aurelius dem Bischof von Vercelli Nottingus schenkte und das Haupt des Heiligen in Mailand behielt. Erzbischof Angilbert I. beschloss daher 882, eine neue, größere Kirche zu bauen, um den Leichnam des Heiligen Dionysius würdig zu ehren.

Karte des spätrömischen Mailand (Mediolanum, 3.–5. Jahrhundert) mit der Stadtmauer, dem Forum, dem Theater, dem Amphitheater, dem Zirkus, dem Gebiet des Kaiserpalastes (in schwächerem Rosa), der Münzstätte, den Terme Erculee, dem kaiserliche Mausoleum von San Vittore al Corpo, der via Porticata mit dem Bogenmonument, den Speicherbauten (latein. horrea), dem Flusshafen und den frühchristlichen Kirchen

### Mittelalter
Aus der Zeit der Pataria im 11. Jahrhundert wissen wir, dass deren Anführer Erlembaldo Cotta († 1075) in der Kirche begraben wurde. Im Jahr 1099 ließ der gerade gewählte Bischof Anselm IV. aus Bovisio den Leichnam des heiligen Märtyrers Arialdus, der zuvor in der Kirche Santa Maria presso San Celso begraben war, dorthin überführen. Die Kirche wurde zu dieser Zeit weiterhin von den Decumanen von San Dionigi betreut, die zum weltlichen Klerus der Erzdiözese Mailand gehörten, obwohl sie ab 1066 in die Kirche San Bartolomeo zogen und die Leitung der liturgischen Feiern den Benediktinern überließen, die erst ab 1217, dem Jahr, in dem mit dem Bau eines an die Kirche angegliederten Klosters begonnen wurde, in den vollen Besitz der Kirche kamen. Vor der Kirche San Dionigi fand im Jahr 1266 ein von Napo Torriani angeordnetes Massaker an den Ghibellinen statt, der als Vergeltung für die Ermordung seines Bruders Paganino, der gerade zum Podestà von Vercelli ernannt worden war, 28 Mitglieder der politischen Fraktion enthaupten ließ.

### Der Beginn des Niedergangs
Im Jahr 1410 wurden die Benediktiner von den Cassinenser abgelöst, die das Kloster jedoch um 1433 verließen, und von da an begann der Verfall der Kirche und ihres Komplexes. Der erste Kommendatorabt wurde am 13. Oktober 1478 in der Person von Giovanni Antonio da Busseto ernannt. Aus den Aufzeichnungen eines Prozesses von 1521 geht hervor, dass die Kirche San Dionigi einen Grundriss hatte, der dem der Kirche Santa Tecla (Basilica maior) ähnelte, mit fünf Schiffen, die in einem Hochaltar in der Mitte des Gebäudes gipfelten, der von zwei kleineren an den Seiten flankiert wurde. Im 16. Jahrhundert war die Kirche jedoch völlig verfallen, obwohl man sich noch daran erinnerte, dass König Ludwig XII. nach der Schlacht von Agnadello zu Pferd zu ihr hinaufgeritten war.
Im Jahr 1528 verwüsteten die Landsknechte, die im Gefolge Kaiser Karl V. nach Italien gekommen waren, die Kirche und das Kloster, stahlen auch einige Reliquien und verlangten anschließend ein Lösegeld von den Benediktinern, die sich an die Mailänder Kurie wandten und nach der Zahlung beschlossen, die kostbaren Überreste in die Kathedrale zu bringen. Im Jahr 1533 wurden das Kloster und die Kirche San Dionigi auf Anweisung des neuen Abtes Kardinal Giovanni Salviati den Serviten anvertraut, die eine neue Periode architektonischen Eifers für die Kirche einläuteten. Im Jahr 1535 beschloss Antonio de Leyva, der damalige Gouverneur von Mailand, im Einvernehmen mit dem neuen regulären Orden, der nach Mailand gekommen war, die alte und inzwischen baufällige Kirche abzureißen, um Platz für den Bau der neuen Stadtmauer zur Verteidigung der Stadt zu schaffen.
Das Bauprojekt für die neue Kirche, in der später Antonio de Leyva selbst beigesetzt werden sollte, wurde Pellegrino Tibaldi, einem vertrauten Architekten der Mailänder Kurie, anvertraut, der mit dem Bau einer neuen Kirche mit drei Schiffen und acht Seitenkapellen beauftragt wurde. Im Jahr 1549 war es wiederum Tibaldi, der den Abriss eines Teils des an die Kirche angrenzenden Klosters veranlasste und nur den Glockenturm stehen ließ, während er das Kloster weiter südlich wieder aufbaute. Von der Kirche aus dem 16. Jahrhundert ist eine Zeichnungen aus dem Jahr 1573 erhalten, die vom sogenannten Anonymus Fabriczy angefertigt wurde.

### Der Abbruch

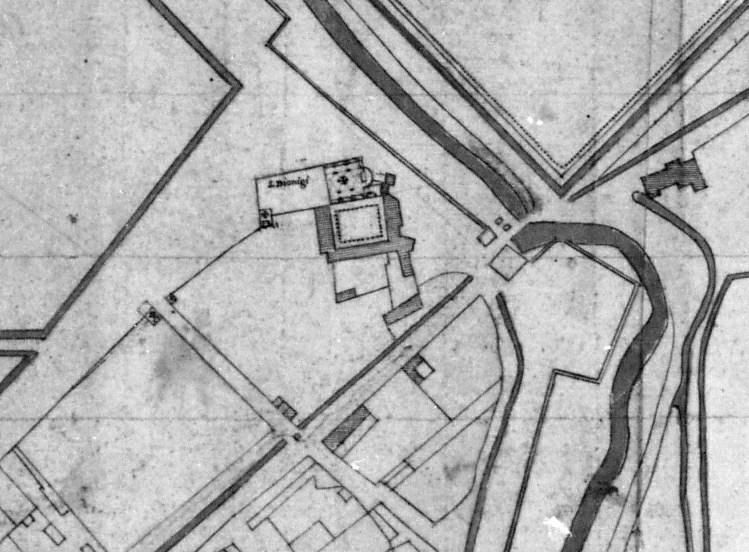
Lage und Plan von San Dionigi im späten 18. Jahrhundert

Die österreichische Regierung hob das Kloster im Einklang mit den Reformen Joseph II. im Jahr 1782 auf, um Platz für die öffentliche Gartenanlage (heute Giardini Pubblici Indro Montanelli) und dann für das Museo Civico di Storia Naturale di Milano und ab 1783 wurde auch die Kirche abgerissen, was die Kleriker zwang, in die Kirche Santa Maria del Paradiso umzuziehen. Vor dem Abriss der Kirche wurden jedoch einige Kunstwerke sowie die Reliquien und den Sarkophag von Bischof Aribert gerettet, der am 5. April 1783 in den Mailänder Dom überführt wurde, wo er noch heute steht, zusammen mit dem ursprünglichen Carroccio-Kreuz, das zunächst in die Kirche San Calimero und dann in die von Santa Maria del Paradiso überging.

### Die Wiederentdeckung
Im Oktober 2017 wurden in der Nähe der Porta Venezia Überreste der Kirche San Dionigi gefunden. Bei den gefundenen Überresten handelt es sich möglicherweise um Mauern aus dem 9. Jahrhundert, die Teil eines frühen Umbaus der Kirche waren, bei dem auch Teile der vorherigen Kirche wiederverwendet wurden. Die Ausgrabungen werden fortgesetzt, um den Verlauf der gefundenen Mauern zu verfolgen. Der älteste Teil befindet sich unter dem Wall und ist daher nur schwer zu erforschen.